# Archagathos
Archagathos, grekiska Άρχάγαθος, var en forngrekisk läkare från Peloponnesos.
Archagathos införde den forngrekiska medicinen i Rom 219 f.Kr. Till följd av hans kirurgiska operationer med kniv och eld blev han känd under öknamnet "Bödeln".